# El Camino Angosto
El Camino Angosto – jednostka osadnicza w Stanach Zjednoczonych, w stanie Teksas, w hrabstwie Cameron.